# ورنر رزنباوم
ورنر رزنباوم (آلمانی: Werner Rosenbaum; ۲۳ ژوئیهٔ ۱۹۲۷ – ۲۷ ژوئیهٔ ۲۰۰۸) بازیکن هاکی روی چمن اهل آلمان بود.